# Flik 61J
La Fliegerkompanie 61 o Jagdflieger-Kompanie 61 (abbreviata in Flik 61J o Flik 61) era una delle squadriglie della Kaiserliche und Königliche Luftfahrtruppen.

## Storia

### Prima guerra mondiale
La squadriglia fu creata alla fine del 1917 e dopo l'addestramento a Strasshof an der Nordbahn in Austria, fu inviata al fronte italiano a Motta di Livenza, poi a Ghirano il 18 novembre.
Il 17 maggio 1918 l'Asso dell'aviazione Franz Gräser scortò un ricognitore della Flik 12P in missione per eseguire dei rilievi fotografici quando fu attaccato nei pressi di Treviso da aeroplani appartenenti alla 78ª Squadriglia. Nel duello che seguì l'Albatros di Gräser fu abbattuto da un Nieuport 27 pilotato dal sergente maggiore Guido Nardini in collaborazione con Cesare Magistrini e Gastone Novelli (aviatore) e si schiantò a Pero, frazione di Breda di Piave.
Nell'estate del 1918 partecipò alla fallita offensiva della Battaglia del solstizio nell'Armata dell'Isonzo.
Il 7 ottobre 1918 il comandante della Flik 61J Ernst Strohschneider colpisce un aereo britannico di tipo sconosciuto ed il 27 ottobre Strohschneider abbatte l'Ansaldo SVA 5 del Tenente Vincenzo Contratti della 87ª Squadriglia su Portobuffolé.
Al 15 ottobre 1918 la Flik era a Motta di Livenza.
Dopo la guerra, fu sciolta insieme all'intera aeronautica austriaca.
Tra le sue file ci furono tre assi con le seguenti vittorie nell'unità:
- Franz Gräser 7;
- Ernst Strohschneider 5;
- Ludwig Hautzmayer 2.